# Lament nad upadkiem Ur

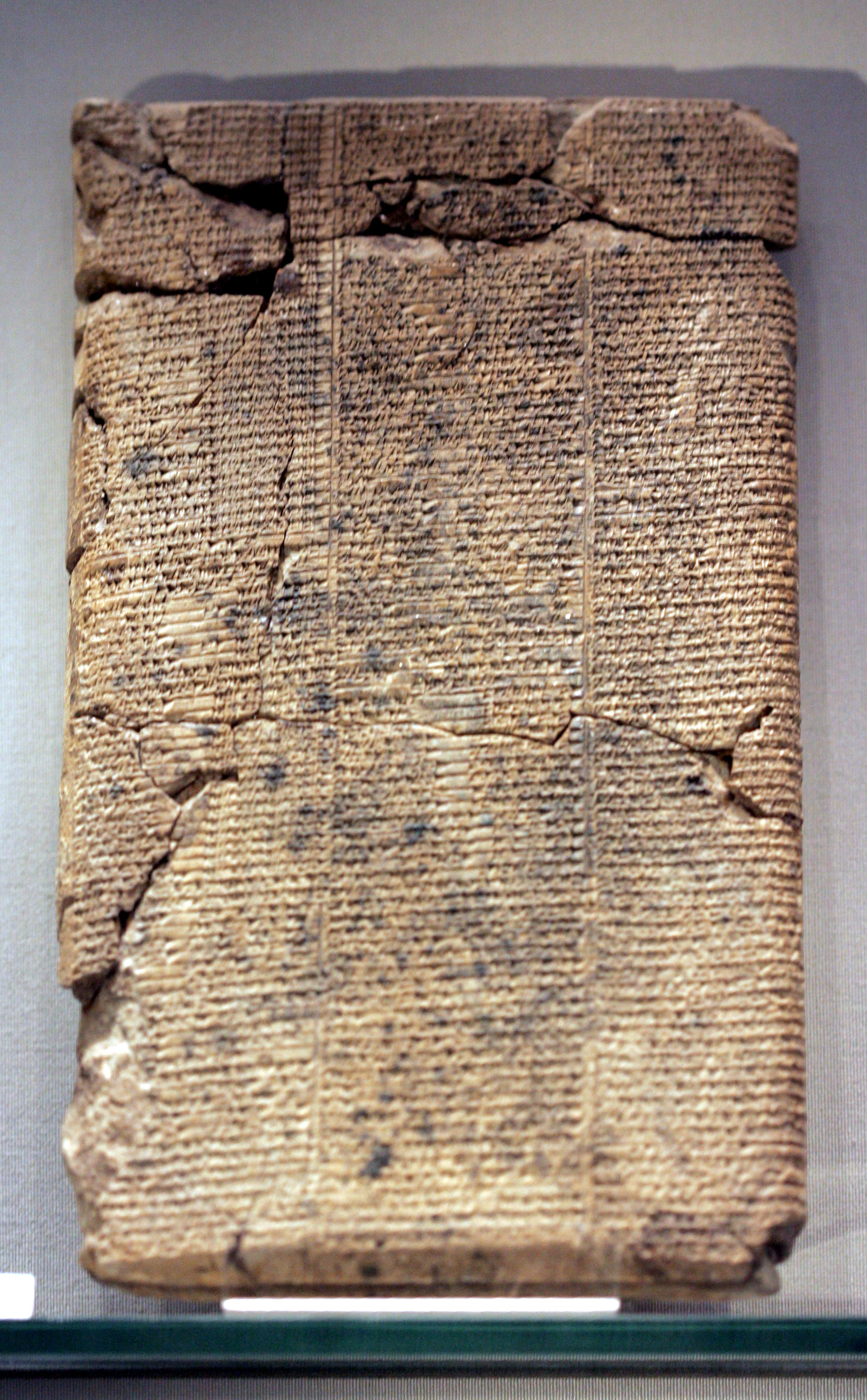
Gliniana tabliczka z tekstem Lamentu nad upadkiem Ur; zbiory Luwru (AO 6446)

Lament nad upadkiem Ur (także Tren na zagładę Ur bądź Lament nad zagładą Ur) – sumeryjski utwór żałobny, napisany na przełomie trzeciego i drugiego tysiąclecia p.n.e. Treść utworu nawiązuje do upadku III dynastii z Ur.

## Kontekst historyczny
U schyłku panowania III dynastii z Ur, gdy jej ostatni władca Ibbi-Suen był zajęty walką z zagrażającym od południowego wschodu Elamem, kilka miast uniezależniło się od króla Ur, a ich władcy założyli własne dynastie. Iszbi-Erra, jeden z królewskich urzędników, wymusił na królu mianowanie go namiestnikiem Isin. Początkowo starał się również o przejęcie kontroli nad Nippur, jednak spotkał się z odmową, gdyż miasto to było centrum religijnym Sumerów. Po objęciu rządów w Isin Iszbi-Erra rozszerzył swoje wpływy o środkową i północną część państwa oraz zdobył władzę nad Nippur. Gdy w dwudziestym trzecim roku panowania Ibbi-Suena (około 2006 roku p.n.e.) atak Elamu położył kres istnieniu III dynastii z Ur, Iszbi-Erra pokonał najeźdźców i przyłączył do swojego państwa południową Mezopotamię.

## Analiza treści
Lament nad upadkiem Ur został napisany kilka lat po zdobyciu miasta przez Iszbi-Errę. Treść utworu opisuje najazd i zniszczenie stolicy przez Elamitów. Autor rozpacza nad upadkiem III dynastii. Ze względów politycznych pomija jednak wątek, dotyczący udziału w zaszłych wydarzeniach nowego króla – Iszbi-Erry, do którego nawiązuje jedynie poprzez wzmiankę o Kutach (Iszbi-Erra pochodził z Mari).
Utwór odzwierciedla wyobrażenie Sumerów o losach zarówno ludzi, jak i bogów, ukazując przy tym dwojakość wierzeń sumeryjskich. Nikt nie uniknie przeznaczenia, o którym decyduje najwyższa hierarchia bóstw, niemniej nawet najpotężniejsi bogowie mogą wydać na siebie wyrok. Lament odwołuje się do najstarszych tradycji, według których bóstwo opiekuńcze miasta na swoim terenie jest wszechpotężne. Ta tradycja wydaje się jednak nie mieć zastosowania w okresie powstania utworu, bowiem rozpacz i niemoc współcierpiących z mieszkańcami Ur Ningal i Nanny nie potrafią już zmienić postanowień bogów najwyższych.